# Роль Ленина в расстреле царской семьи
Роль Ленина в расстреле царской семьи — научная и общественная дискуссия о роли В. И. Ленина, руководителя  Советской России и Всероссийской коммунистической партии, в принятии решения о расстреле бывшего российского императора Николая II вместе с семьёй и прислугой. Расстрел был осуществлён в ночь с 16 на 17 июля 1918 года по постановлению Уральского областного совета в Екатеринбурге, возглавлявшегося большевиками.
Вопрос о наличии прямого приказа Ленина об убийстве Николая II и его семьи остаётся в современной историографии дискуссионным: большинством историков допускается возможность его существования, но также существуют возражения. Историк Иоффе рассматривает обе версии и акцентирует внимание на том, что Ленин за несколько часов до расстрела написал телеграмму с отрицательным ответом журналистам, спрашивавшим о правдивости слухов про убийство царской семьи.

## Мнения
В 1992 году в монографии «Революция и судьба Романовых» в главе 11 доктор исторических наук Г. З. Иоффе написал:
Имеется две основные версии. Первая — советская, можно сказать, официальная, непоколебимо существовашая до „перестроечных“ лет. В соответствии с ней, решение было принято исполкомом Урал.обл.совета и лишь затем postfactum санкционировано центром. Сегодня эта версия не только поколеблена, но фактически многими отвергается. Варианты второй версии сходятся в одном: решение уральцев не могло быть принято без предварительной директивы Москвы; исполком Уралоблсовета лишь взял это решение на себя, чтобы создать Москве политическое алиби.
В 1994 году в журнале «Уральский исторический вестник» доктор исторических наук В. В. Алексеев опубликовал статью «Гибель императорского дома: взгляд три четверти века спустя». В ней он написал:
Автора решения о расстреле пока найти не удаётся, несмотря на самые энергичные усилия историков. Очевидно, оно не могло состояться без одобрения центра, но понятно и то, что его попытались тщательно скрыть. Ряд отечественных учёных и публицистов, а также большинство зарубежных записывают это решение на счёт В. И. Ленина. Например, А. Булыгин категорично утверждает: „Ленин был убийцей, а другие только его гончими“. Однако столь сильная тирада не подкрепляется никакими доказательствами. Скорей всего, это было коллективное мнение, неоформленное какими-либо официальными документами.

Поиск авторства команды на расстрел осложняется тем, что отсутствует решение Уралсовета по этому поводу, к которому апеллируют все советские публикации. В отечественной печати его текст никто не приводил. Он опубликован в нью-йоркском издании „Писем царской семьи из заточения“ и признан на родине фальшивкой. Мы не исключаем, что это подлинник, причем единственный официальный документ в таинственной царской истории. Все остальные известные до сих пор сведения представляют собой свидетельства мемуаристов и не более. Некоторые из них, в частности, утверждают, что было два решения о расстреле. Одно принято утром 16 июля и предполагало уничтожение всей царской семьи. Второе официально оформлено вечером того же дня и содержало упоминание о расстреле Николая II. Видимо, оно и опубликовано в Нью-Йорке. На документах такого рода делать строго научные и ответственные выводы трудно. Предстоит напряжённая работа по поиску достоверных источников.
В 2008 году вышла книга «Николай II» доктора исторических наук А. Н. Боханова, в которой он написал:
Потом будет потрачено много слов и бумаги на выяснение вопроса: знал или не знал «сам Ленин» о подготовке убийства царской семьи. Одни уверенно утверждают: «Знал». Другие же, с не меньшей категоричностью, говорят «нет». Оправдатели большевиков, в том числе упоминавшийся уже французский «мэтр» Ферро, приводят в качестве «бесспорного аргумента» известный факт: отсутствие документов, удостоверяющих санкцию центральных властей в Москве. Подобное странно слышать от профессионала: очень многие события в истории не отражены документами прямого действия. Надо считать Ленина или очень глупым, или очень беспечным человеком, чтобы думать, что он, в совершенстве владея мастерством демагогии и конспирации, стал бы отдавать письменные приказы. Ни главарь, ни его окружение на это никогда бы не пошли. Они были не только циничными и аморальными, но и умными.
Но в том, что ленинская клика не могла не знать о подготовке кровавого злодеяния, невозможно сомневаться. Подтверждений тому более чем достаточно. Отметим одно. Когда в Перми, за месяц до убийства царя, «по инициативе местной революционной власти» расстреляли его брата, великого князя Михаила Александровича, из стана большевистских лидеров не раздалось ни звука осуждения. А ведь Михаила Александровича вообще ни в каких проступках и грехах «перед народом» обвинить было невозможно. Его «вина» состояла лишь в том, что носил «неблагозвучную фамилию». Что это, как не подтверждение той самой «санкции», которую безрезультатно ищут в собраниях архивных бумаг.

Придя к власти, большевики никогда не забывали о Романовых, о снисхождении к ним не могло быть и речи. Правящая верхушка всё время была озабочена лишь одним: как удобней с ними расправиться. В протоколах ЦК большевистской партии от 19 мая 1918 года записано: «Тов. Свердлов сообщает, что в Президиуме ЦИК стоит вопрос о дальнейшей участи Николая, тот же вопрос ставят и уральцы… Необходимо решить, что делать с Николаем. Принимается решение не предпринимать пока ничего по отношению к Николаю, озаботившись лишь принятием необходимых мер предосторожности. Переговорить об этом с уральцами поручается Свердлову».
В 2013 году кандидат исторических наук В. М. Хрусталёв в монографии «Романовы. Последние дни великой династии» привёл отрывок из воспоминаний И. Ф. Попова, близко знавшего Ленина во время эмиграции, показывающий, что смерть старшего брата Александра могла быть одной из причин негативного отношения Ленина к Романовым. В этих воспоминаниях также говорится, что Инесса Арманд напоминала Попову о личной мести Ленина Романовым. Хрусталёв писал, что после октябрьской революции многие связывали преследование династии Романовых местью Ленина за казнь старшего брата:стр.50.
В 2014 году доктор юридических наук Юрий Жук посвятил данному вопросу главу 2 «Как происходила подготовка к убийству Царской Семьи, и санкционировал ли В. И. Ленин Её расстрел?» в книге «Вопросительные знаки в „Царском деле“».
В 2017 году кандидат исторических наук М. И. Вебер выпустил статью «Где было принято решение о расстреле царской семьи — в Москве или в Екатеринбурге?». Сделан вывод о том, что имеющиеся документы не позволяют дать однозначного ответа на этот вопрос. Вместе с тем, косвенные данные свидетельствуют в пользу версии о том, что решение о расстреле Николая II и членов его семьи было принято в Москве, а не в Екатеринбурге.
В 2018 году историк М. А. Князев выпустил статью «Члены Дома Романовых в политике Советского государства (октябрь 1917 — январь 1919): вопрос о соотношении и роли центральных и местных властей», в которой затрагивается данный вопрос.
В 2020 году кандидат исторических наук Е. В. Пчелов издал монографию «Цареубийство 1918 года: источники, вопросы, версии». Данному вопросу он посвятил четвёртую главу «Давал ли большевистский центр санкцию на убийство Царской семьи?». Там он рассказал о разных исследованиях данного вопроса, а также проанализировал источниковую базу.

В главе пятой, «Заключение», он сформулировал вывод:
Одним из дискуссионных вопросов в истории цареубийства является вопрос о причастности к этому преступлению центральных большевистских властей в лице прежде всего Ленина и Свердлова. Эта тема в определённый период имела и чисто идеологическую остроту. Окончательно этот вопрос (представляющийся автору довольно-таки вторичным) на современной документальной базе решить невозможно, однако анализ сохранившихся источников показывает, что большевистский центр внимательнейшим образом следил за судьбой Царской семьи. Перед большевистской властью возникла до некоторой степени патовая ситуация, когда любое решение судьбы императора и его близких несло больше минусов, чем плюсов. Практическим выходом из этого положения, конечно, являлась ликвидация всей семьи, однако тайная и официально не признаваемая (во всяком случае в полной мере). Решение о возможном убийстве, думается, было согласовано в Москве в начале июля 1918 г. При определённых обстоятельствах это решение отдавалось на откуп местным властям, которые должны были проинформировать центр о ситуации. Такой запрос и был послан Ленину и Свердлову вечером 16 июля. Ответная телеграмма не обнаружена, но, на наш взгляд, она предполагалась только в том случае, если бы центр был категорически против. Молчание центра означало автоматическое согласие. Таким образом цареубийство было совершено по прямому согласованию и с согласия Ленина и Свердлова, занимавших в этом вопросе единую позицию.
В 2022 году вышла статья М. Н. Князева «История гибели Николая II и его семьи через призму источниковедения», которая являлась рецензией на книгу Е. В. Пчелова «Цареубийство 1918 года: источники, вопросы, версии. Москва: РГГУ, 2020. 192 c.»

По данному поводу в ней сказано следующее:
Вынесенный в заглавие четвёртой главы вопрос о том, давал ли большевистский центр санкцию на убийство императорской семьи, относится к числу наиболее дискуссионных вопросов темы. Причина такого обсуждения вполне понятна: на сегодняшний день так и не обнаружено документа за подписью председателя Совета народных комиссаров В. И. Ленина и председателя Всероссийского центрального исполнительного комитета Я. М. Свердлова, в котором бы чёрным по белому был зафиксирован приказ об уничтожении Романовых.
И если для одних это является доказательством непричастности Москвы к екатеринбургской трагедии, то для других — свидетельством того, что большевистские лидеры стремились максимально скрыть своё участие в решении судьбы царской семьи. «Слабое звено» в цепочке подобного рода рассуждений — отсутствие опоры на источники, хотя бы и косвенные, которые, тем не менее, сохранились. Основным источником для решения проблемного вопроса в данной главе в отличие от предыдущих разделов монографии выступили не материалы белого следствия, а советские мемуарные тексты, повествующие об убийстве экс-представителей царствующего дома. Весьма интересным представляется выделение автором т. н. «мемуарных волн» 1920—1930-х и 1950—1960-х гг., посвящённых гибели Романовых, в которых можно наблюдать эволюцию трактовок и оценок трагических событий 1918 г.
Предложенная автором реконструкция событий убедительно доказывает, что гибель императорской семьи отнюдь не была самочинством местных уральских властей, а была осуществлена с негласной санкции большевистской верхушки в Москве. Но была ли эта верхушка — в лице В. И. Ленина и Я. М. Свердлова — едина в представлениях о судьбе Романовых? Е. В. Пчелов дает однозначно утвердительный ответ [34], хотя материалы, введённые в научный оборот в недавнее время, не позволяют столь определённо отвечать на этот вопрос.

Было установлено, в частности, что в конце августа 1918 г., после покушения Ф. Каплан на Ленина, лидер петроградских большевиков Г. Е. Зиновьев выступил с предложением передать высшую власть в стране тандему Я. М. Свердлова и Л. Д. Троцкого в условиях смертельного (как полагали) ранения В. И. Ленина [35]. И хотя этот факт не имеет прямого отношения к истории цареубийства, тем не менее он не может не подтолкнуть к определённым рассуждениям, а именно по поводу «связки» Свердлов-Зиновьев. Примечательно, что телеграмму с завуалированным запросом о возможности убийства Романовых представители Уральского областного совета Ф. И. Голощёкин и Г. И. Сафаров послали не напрямую в Москву, а через Петроград и лично Зиновьева. Зачем это было нужно, если прямая связь между Екатеринбургом и Москвой была? Пчелов справедливо замечает, что «большевистское руководство Екатеринбурга хотело, чтобы и Зиновьев был в курсе событий и выступал как бы „сторонним“ свидетелем этой ситуации» [36]. Однако, к сожалению, автор не развил мысль, какую же цель могло преследовать включение в эти переговоры руководителя Петрограда. Обращает на себя внимание и тот факт, что в телеграмме на имя Ленина и Свердлова уральцы просят ответить в том случае, если «ваши мнения противоположны» — не является ли это косвенным свидетельством в пользу противоречий, имевших место между руководителями Советского государства, о судьбе представителей императорской фамилии? Примечательна и адресация телеграммы, переданной Зиновьевым в Москву: на верхнем её поле указано «Москва Ленину», однако в «зиновьевском» тексте мы читаем: «Москва Кремль Свердлову копия Ленину» [37]. Не означает ли это, что Зиновьевым в первую очередь ставился в известность Свердлов, а не Ленин, следовательно, голос председателя ВЦИК был определяющим? При этом документальные свидетельства получения главой СНК такой телеграммы отсутствуют, что не позволяет однозначно и полноценно утверждать, что имелась его персональная санкция на убийство: «молчание» Ленина могло быть обусловлено совсем не согласием со Свердловым, а тем, что он не получил копию телеграммы с Урала. Таким образом, утверждать, что Ленин и Свердлов имели единую позицию по вопросу о судьбе Романовых пока всё-таки преждевременно, а сама проблема принятия данного решения, безусловно, должна решаться в контексте борьбы за власть в большевистской верхушке летом 1918 года.

## Ход событий и документы
Первоначально советским руководством было принято решение судить Николая II. Известно, что вопрос о суде обсуждался на заседании СНК, проходившем 29—30 января (11—12 февраля) 1918 г., а также на заседании ЦК РКП(б) 19 мая 1918 г., причём партийная коллегия подтвердила необходимость такого суда. По данным историков Ю. А. Буранова и В. М. Хрусталёва, эту идею в мае 1918 года поддерживал Ленин:стр.358. Возможно, что именно с этой целью Николай II с семьёй был перевезён из Тобольска в Екатеринбург. Историки Б. Ф. Додонов, О. Н. Копылова, С. В. Мироненко обращают внимание на то, что, по воспоминаниям екатеринбургского чекиста М. А. Медведева (Кудрина), Ленин высказывался за «открытый суд над Николаем II…». По их мнению, факты свидетельствуют «о начале подготовки судебного процесса». Вероятно, суд бы состоялся, — пишет В. В. Алексеев, — «если бы не ухудшилось положение Советской власти летом 1918 г.». В том же духе высказался и американский публицист Роберт Масси полагавший, что именно угроза со стороны чехов и белогвардейцев «заставила московские власти отказаться от показательного процесса». По мнению С. В. Мироненко, есть основания считать, что вопрос о суде не был снят ещё 16 июля, то есть накануне расстрела.
В начале июля 1918 года в Москву к Я. М. Свердлову отправляется член президиума Уралсовета Ф. И. Голощёкин. Возможно, что именно тогда Я. М. Свердлов, Ф. И. Голощёкин и В. И. Ленин вместе решали судьбу царской семьи. Это находит подтверждение в дневниках Л. Д. Троцкого. Однако достоверность утверждений Л. Д. Троцкого исследователями оспаривается.
Кандидат исторических наук С. Н. Дмитриев утверждает, что в это время советским руководством решено было создать легенду о том, что местные власти Екатеринбурга сами приняли решение об убийстве, якобы без указаний из центра и из-за наступления белых отрядов.
Кандидат исторических наук В. Г. Бушуев предположил обратное: легендой может оказаться интерпретация событий, говорящая об инициативе Центра в деле расстрела царской семьи. Согласно этому историку, екатеринбургские радикалы в условиях наступления белых могли принимать решение, не считаясь с мнением центрального руководства, а признать, что местная власть действовала столь независимо, центр не мог, поскольку это нанесло бы ущерб его авторитету.
3 июля имел место разговор по прямому проводу председателя Уралсовета (Белобородова) с В. И. Лениным, в ходе которого обсуждался «военный обзор и охрана бывшего царя».
Получил известность эпизод с получением в Кремле в 13 часов 27 минут 16 июля 1918 года телеграммы из Копенгагена из редакции газеты National Tidente: «Ленину, члену правительства, Москва. Здесь ходят слухи, что бывший царь убит. Пожалуйста, сообщите фактическое положение дел. National Tidende». На бланке этой входящей телеграммы на свободном месте было написано от руки: «National Tidende. Копенгаген. Слух неверен, бывший царь невредим, все слухи — только ложь капиталистической прессы. Ленин. 16/7—16 ч.». На копии этой входящей телеграммы есть пометка: «Вернули с телеграфа, не имеют связи». По мнению Хрусталёва, она означает, что вожди большевиков в Кремле пытались дистанцироваться от событий, связанных с убийством царской семьи в Екатеринбурге.
16 июля в 21:22, буквально перед екатеринбургскими событиями, в Москве на адрес «Свердлову, копия Ленину» получили отправленную из Екатеринбурга через главу Петроградского совета Г. Е. Зиновьева телеграмму (цитируется по статье С. Н. Дмитриева):
«Из Екатеринбурга по прямому проводу передают следующее: сообщите <в> Москву, что условленный с Филипповым (Голощёкиным. — С. Д.) суд по военным обстоятельствам не терпит отлагательства, ждать не можем. Если ваше мнение противоположно, сейчас же вне всякой очереди сообщите. Голощёкин. Сафаров. Снеситесь по этому поводу сами с Екатеринбургом». Подпись — Зиновьев.
По воспоминаниям А. Акимова, работавшего в охране Ленина, в тот же день по поручению Я. М. Свердлова в Екатеринбург был отправлен ответ, утверждающий предложения Уралсовета СНК и ВЦИК за подписью Ленина и Свердлова. Согласно С. Н. Дмитриеву, факт получения этого ответа от Ленина со Свердловым подтверждал позднее Юровский в своей «Записке». Позднейшими исследователями этого ответа, однако, обнаружено не было. Историк Г. З. Иоффе обратил внимание на то, что, согласно Записке Юровского, Голощёкин «предписал» привести в исполнение полученный из Перми (так в Записке) «приказ об истреблении Романовых» 16 июля в 6 часов вечера, то есть когда ответ от Ленина или Свердлова ещё не мог быть получен.

Другую трактовку телеграммы дал доктор исторических наук И. Д. Ковальченко, подводя предварительные итоги расследования группой историков обстоятельств расстрела. В его статье текст полученной в Москве телеграммы приведён в другой редакции:
«Из Петрограда, Смольного. В Москву, Кремль, Свердлову. Копия Ленину.
Из Екатеринбурга по прямому проводу передают следующее: сообщите Москву, что условленного с Филиппом суда по военным обстоятельствам… ждать не можем. Расстрел не терпит отлагательства.»

 В отличие от Г. З. Иоффе, он, так же как позднее С. В. Мироненко, считал, что слово «суд» здесь имеет буквальный смысл — речь идёт о суде над Николаем II.
Жена Ленина, Крупская, вспоминала, что в ночь расстрела он всю ночь провёл на работе, домой вернулся только под утро. 17 июля в 12 часов несколькими членами исполкома Уралоблсовета была отправлена в Москву телеграмма, сообщавшая о расстреле царя и эвакуации семьи («фактически Екатеринбург обманул Москву», — утверждал И. Д. Ковальченко). В материалах следствия Н. Соколова имеется копия шифрованной телеграммы в Москву, датированной 21 часом 17 июля, в которой сообщается о расстреле всей семьи: «Секретарю Совнаркома Горбунову с обратной проверкой. Передайте Свердлову, что всё семейство постигла та же участь, что и главу. Официально семья погибнет при эвакуации. А. Белобородов»:стр. 265, 267. В делах ВЦИКа и Совнаркома этой телеграммы нет. И. Д. Ковальченко оставил открытым вопрос, посылали ли её из Екатеринбурга. Историк Хрусталёв утверждал, что в тот же день эта шифрованная телеграмма была получена в Москве около 9 часов вечера В. И. Лениным и Я. М. Свердловым:стр.560.

## Результаты двух расследований, проводившихся СК РФ
В постановлении о прекращении уголовного дела № 18/123666-93 «О выяснении обстоятельств гибели членов Российского императорского дома и лиц из их окружения в период 1918—1919 годов» были даны следующие формулировки:

После революционных событий 25 октября 1917 г. и прихода к власти большевиков положение царской семьи осложнилось. Основной идеей коммунистического руководства стал открытый суд над бывшим императором — «коронованным палачом». 20 февраля 1918 г. на заседании Комиссии при Совете Народных Комиссаров рассматривался вопрос «о подготовке следственного материала по Николаю Романову». За суд над бывшим царем высказывался В. И. Ленин, главным обвинителем Николая II предполагалось сделать Л. Д. Троцкого. 4 июня 1918 г. на заседании коллегии Наркомата юстиции РСФСР рассматривалось поручение Совнаркома, по которому было вынесено решение: делегировать в распоряжение Совнаркома представителем от Наркомюста «в качестве следователя т. Богрова». Планомерно набирались материалы, компрометирующие Николая II. Такой суд мог состояться только в столицах либо в крупном промышленном городе. Кроме того, В. И. Ленину и Л. Д. Троцкому поступали сообщения с Урала и из Сибири о ненадежности охраны царской семьи. Центральная власть приняла меры к ужесточению охраны бывшего императора, поставила вопрос о переводе Романовых из Тобольска в более доступное место. Первоначально планировался перевод Романовых в Москву. 1 апреля 1918 г. на заседании ВЦИК об охране Николая Романова в Тобольске было принято следующее решение: «…Поручить комиссару по военным делам немедленно сформировать отряд в 200 чел. (из них 30 чел. из Партизанского отряда ЦИК, 20 чел. из отряда левых с.-р.) и отправить их в Тобольск для подкрепления караула и в случае возможности немедленно перевезти всех арестованных в Москву. Настоящее постановление не подлежит оглашению в печати. Председатель ВЦИК Я. Свердлов. Секретарь ВЦИК В. Аванесов».
В октябре 2011 года следователь Владимир Соловьёв передал представителям дома Романовых постановление о прекращении расследования дела. В официальном заключении Следственного комитета России, оглашенном в октябре 2011 года, указывалось, что следствие не располагает документальными доказательствами причастности лидера большевиков Владимира Ленина либо кого-то другого из высшего руководства большевиков к расстрелу царской семьи.